# Howard John Lloyd
Pour les articles homonymes, voir Lloyd.
Howard John Lloyd (16 mars 1930-27 décembre 2022) est un homme politique canadien de la Colombie-Britannique. Il est député provincial créditiste de la circonscription britanno-colombienne de Fort George de 1975 à 1979.
Il ne se représente pas lors de l'élection de 1979.